# Maccaronara
La maccaronara è un tipo di pasta fatta a mano, simile ad uno spaghettone ma a sezione triangolare/quadrangolare, preparata secondo un'antica ricetta. 
Si tengono anche feste ed eventi dedicate a questa specialità.

## Nome
Prende il nome dallo strumento utilizzato per prepararla.

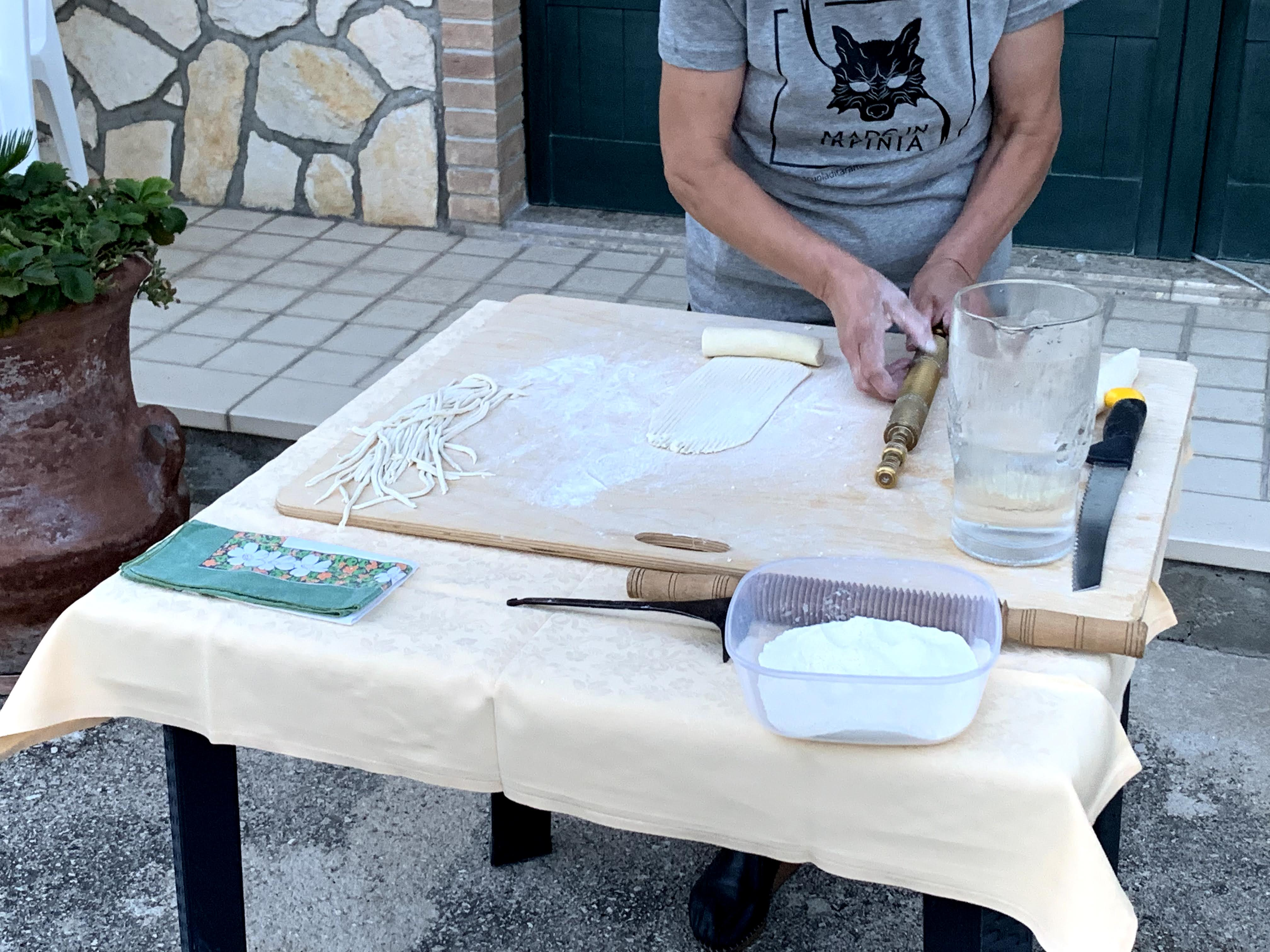
La maccaronara in preparazione

## Ingredienti e preparazione
Tradizionalmente è preparata a mano partendo da un impasto di semola di grano duro (talvolta anche farina di grano tenero) e acqua, steso e tagliato con un mattarello apposito chiamato "maccaronara". Questo antico strumento, un tempo fatto di legno e oggi di ottone, ha delle scanalature che conferiscono alla pasta la classica forma: passandolo con decisione sull'impasto si ottiene un taglio a spaghetto. I singoli spaghetti vengono staccati uno ad uno a mano prima da un lato e poi dall'altro, il che richiede una certa dimestichezza.
Preparata al sugo semplice o ragù di carne (mogliatielli, braciole, cotechini, etc.), con fagioli, tartufo, porcini e in tante altre varianti, la maccaronara rappresenta un piatto tipico della cucina Irpina.

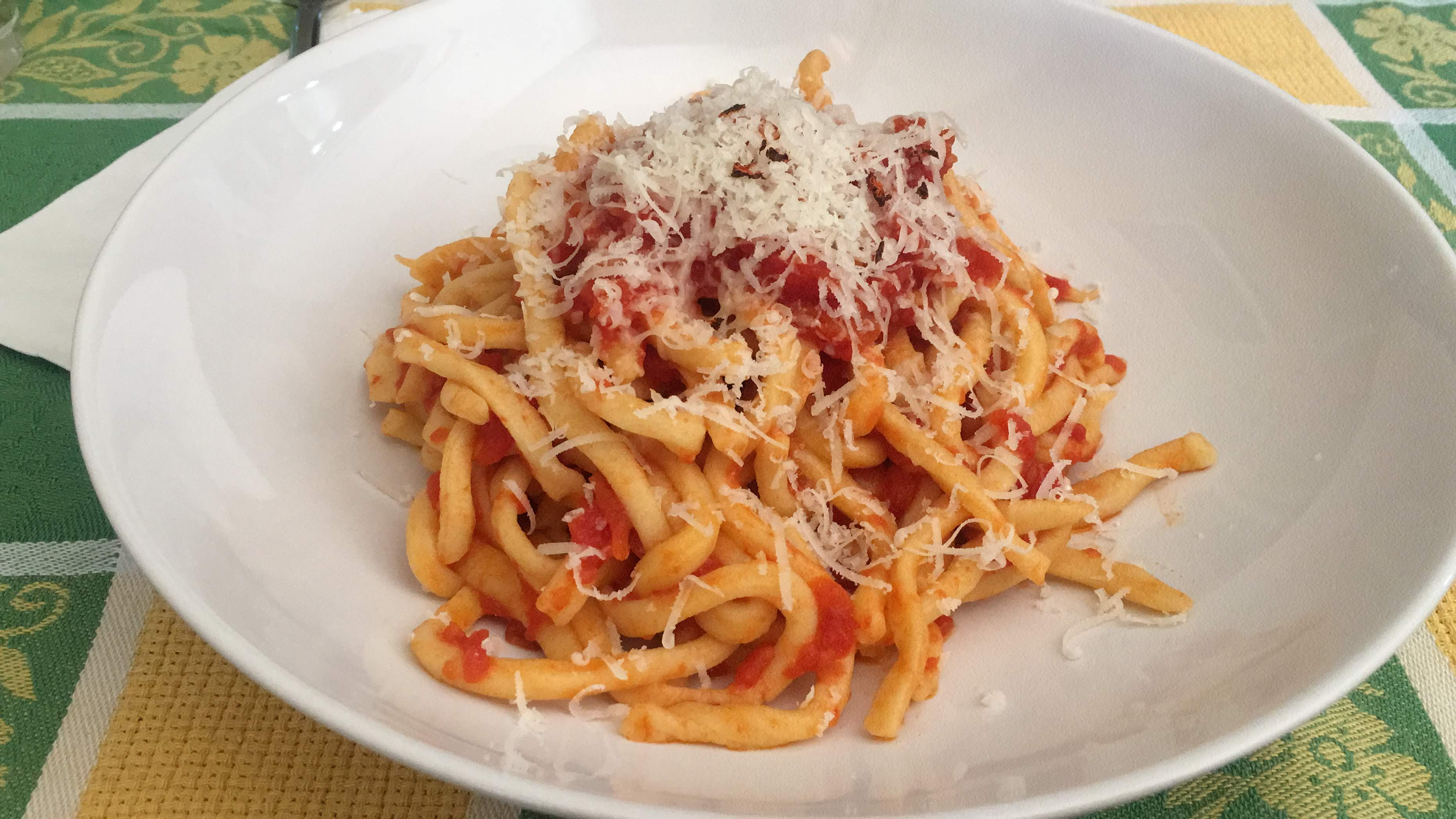
La maccaronara di Castelfranci al pomodoro semplice e ricotta secca grattugiata

### Versione lucana
In Basilicata è diffusa nel Vulture-Melfese dove è chiamata maccuarnàr. Viene generalmente condita con sugo di maiale, coniglio, ma esistono anche varianti con ingredienti come frutta secca e peperoni cruschi.
La maccarunara a Lavello è fatta con sugo misto con involtini di puledro